# Mahjong Cop Ryū: Shiro Ookami no Yabō
Mahjong Cop Ryū: Shiro Ookami no Yabō (Mahjong Cop Ryū: Hakurō no Yabō) est un jeu vidéo de mah-jong sorti en 1989 sur Mega Drive. Le jeu a été développé et édité par Sega.